# Araçá-rosa
Araçá-rosa, araçá-de-coroa, araçá-da-praia, araçá-de-comer, araçá-do-campo, araçá-do-mato, araçá-pera, araçapiranga ou araçá-vermelho (nome científico: Psidium cattleianum) é uma pequena árvore (2-6 metros de altura) da família das mirtáceas (Myrtaceae). Embora tenha usos econômicos selecionados, é considerada a planta mais invasiva no Havaí. Está na lista de espécies ameaçadas do estado de São Paulo, no Brasil. Consta em septuagésimo sexto na lista das 100 das espécies exóticas invasoras mais daninhas do mundo da União Internacional para a Conservação da Natureza (UICN)

## Nome
O nome vernáculo araçá é proveniente do termo tupi ara'sá. Já o nome científico é formado pelo descritor específico cattleianum, que homenageia o horticultor inglês William Cattley. O nome do gênero Psidium vem do latim psidion ("pulseira").

## Descrição
Araçá-rosa é uma árvore pequena e altamente ramificada que atinge uma altura máxima de 13 metros, embora a maioria dos indivíduos tenha entre dois e quatro metros. Tem casca lisa, cinza a marrom-avermelhada, com folhas ovais a elípticas que crescem até 4,5 centímetros de comprimento. Dá frutos quando as plantas têm entre três e seis anos. Esta fruta tem uma pele fina que varia de amarelo a vermelho escuro ou roxo, é de forma ovular e cresce até cerca de 4 centímetros de comprimento. Suas flores crescem individualmente ou em cachos de três, e cada flor tem cinco pétalas.
Reproduz-se por meio de sementes e clonagem. Os brotos da raiz produzidos clonalmente tendem a ter uma área foliar maior. Embora nativa do Brasil, agora é distribuído em muitas regiões tropicais. Foi introduzida no Havaí em 1825 para criar um mercado agrícola para seus frutos, mas ainda não é um produto comercialmente viável. Agora é altamente prevalente em ecossistemas de florestas tropicais devido principalmente ao transporte acidental e suas propriedades de plantas invasoras. Tem impactos econômicos modestos no Havaí devido a seus frutos comestíveis. No entanto, os produtos feitos de araçá-rosa não estão comercialmente disponíveis devido à falta de mercado e à forte presença de moscas-das-frutas. Isso torna os frutos intragáveis logo após serem colhidos. Além disso, suas sementes têm muitos benefícios à saúde, incluindo propriedades antioxidantes, anti-inflamatórias e antimicrobianas, além de alta quantidade de vitamina C.

## Ecologia
A araçá-rosa ocorre principalmente em ambientes de floresta tropical pluvial a uma altitude de até 1300 metros, mas é encontrado principalmente abaixo de 800 metros. Sua distribuição nativa é restrita ao Brasil, onde ocorre nos estados do Rio Grande do Norte, Paraíba, Pernambuco, Bahia, Alagoas e Espírito Santo, mas se estabeleceu em muitas outras áreas tropicais de características semelhantes. Perenifólia, vive em ambientes úmidos e iluminados, não sendo encontrada no interior da mata primária. Não domina as comunidades de plantas em sua área nativa, mas é invasiva devido à sua tolerância robusta a muitos ambientes diferentes. É prevalente em habitats de beira de estrada não perturbados e altamente perturbados em sua área de invasão. Sua qualidade invasiva pode ser explicada por grande quantidade de variação genética, pois variantes de diferentes cores de frutas agrupam-se em diferentes elevações. Além disso, é muito tolerante à sombra e capaz de suportar solos com um nível de pH moderado a alto. Também é capaz de suportar serapilheira pesada e responder à flexão ou quebra de seus galhos gerando brotos vigorosos.
A araçá-rosa é frequentemente associada a porcos selvagens invasores. As duas espécies são frequentemente encontradas próximas uma da outra, provavelmente porque os porcos selvagens ajudam na disseminação da araçá-rosa. Os porcos perturbam os habitats cavando no solo, tornando mais fácil às sementes chegarem ao solo. Além disso, porcos selvagens podem ingerir os frutos, cujas sementes atingem o solo nas fezes dos porcos selvagens. Pesquisas preliminares sugerem que araçá-rosa é alelopático, já que suas raízes inibem o crescimento de pelo menos duas outras espécies de plantas quando o pH do solo não era um fator.

## Espécie invasora

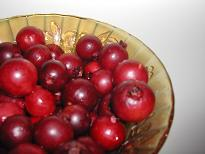
Frutos de araçá

Nativa do Brasil e adjacente à América do Sul tropical, está intimamente relacionada com à goiabeira (Psidium guajava), e como essa espécie é amplamente difundida e altamente invasora em áreas tropicais nos oceanos Índico e Pacífico. Também ocupa florestas subtropicais úmidas como nos Açores, embora não seja tão invasivo lá. Tende a formar povoamentos densos e monotípicos que impedem a rebrota de espécies nativas e são muito difíceis de erradicar; também fornece refúgio para moscas da fruta que causam grandes danos agrícolas. É capaz de se propagar rapidamente devido à propagação de suas sementes, que ocorre à medida que elas caem e quando pássaros e porcos selvagens transportam frutos, bem como através dos brotos de suas raízes.
Como espécie invasora, a araçá-rosa é às vezes erroneamente chamada de goiaba chinesa. Foi introduzido em muitas das áreas que agora invade devido ao uso humano como cultura para seus frutos comestíveis. É esporadicamente naturalizada em áreas costeiras de Queenslândia e norte de Nova Gales do Sul. Também é naturalizado na ilha de Lord Howe, ilha Norfolque e ilha do Natal (Navie 2004; Queensland Herbarium 2008). A variedade amarela tem ainda mais peso do que a vermelha e geralmente tem frutos maiores. A araçá-rosa cresce efetivamente em áreas não perturbadas, complicando os esforços de restauração em habitats sensíveis. Sua onipresença em ecossistemas danificados dificulta ainda mais o gerenciamento devido à sua alta dispersão desses habitats menos sensíveis para habitats mais frágeis. Araçá-rosa atua como invasora, criando densos matagais que impedem a luz solar, limitando o potencial de coexistência de outras espécies de plantas. Sua capacidade de prosperar em variedade de habitats diferentes sob muitas condições ecológicas  ameaça a flora nativa de muitos tipos de habitats diferentes. Além disso, suas potenciais qualidades alelopáticas complicam a capacidade de coexistência de outras espécies de plantas.

## Estratégias de controle

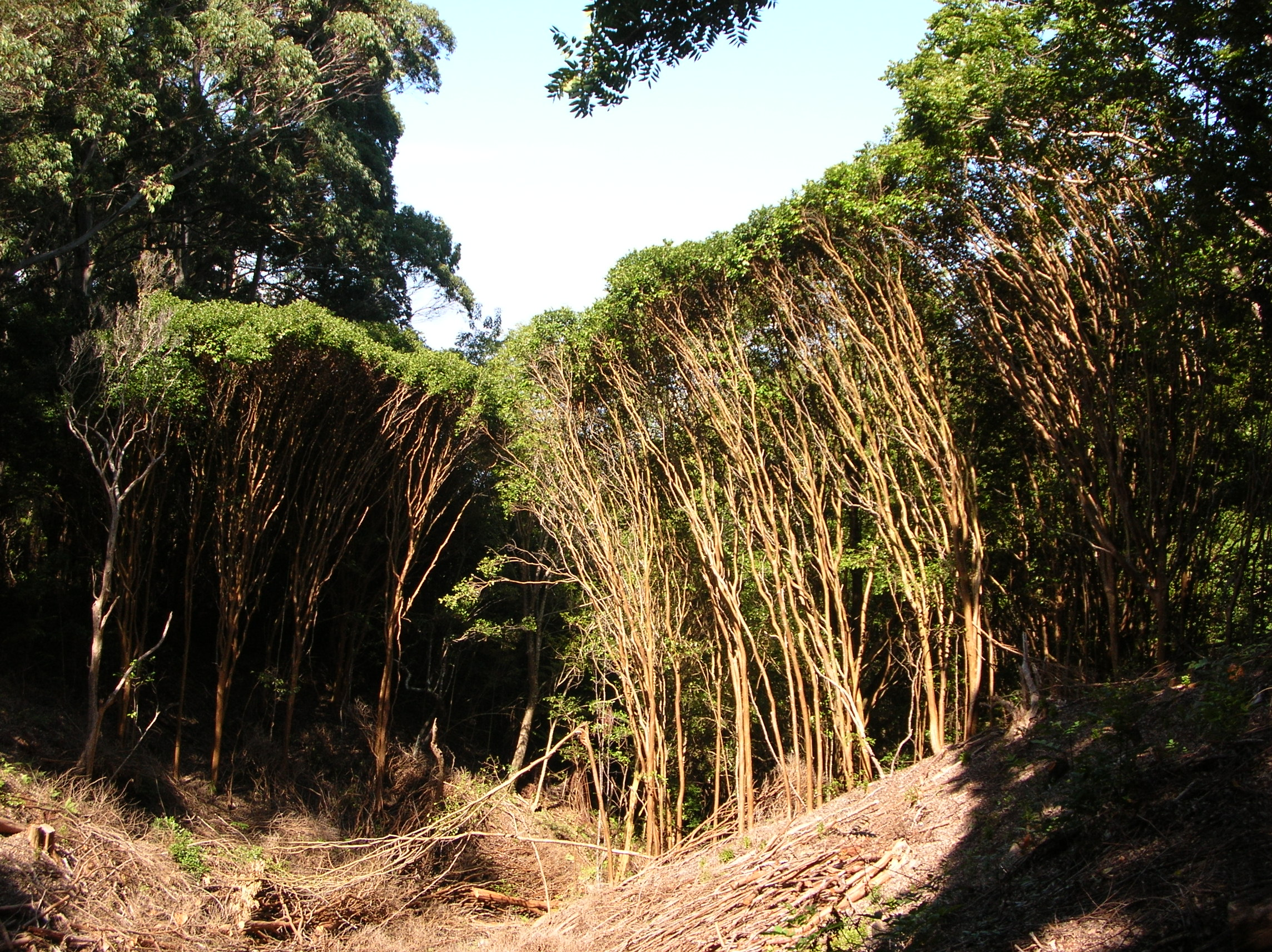
Crescimento denso de matagais nas florestas do Havaí

Uma variedade de estratégias de manejo tem sido aplicada aos esforços de manejo da araçá-rosa devido à sua onipresença e às várias formas de propagação. Apesar da grande ameaça que representa para muitos ecossistemas tropicais, alguns estudos indicam que grupos isolados podem ser totalmente erradicados após 3 a 4 anos de aplicações de manejo adequado, como corte e queima de indivíduos maduros e aplicação de herbicida em tocos. No entanto, o acompanhamento contínuo é necessário indefinidamente após um período de restauração de alta intensidade. Essa estratégia de manejo, conhecida como “áreas ecológicas especiais”, é uma das formas mais fortes de controle de espécies vegetais ao longo do tempo. Ele funciona concentrando a remoção de madeira, queima e outros esforços de gestão designados.
Porcos selvagens e aves não nativas contribuem à disseminação da araçá-rosa através da dispersão de sementes. Assim, alguns esforços de controle envolvem a remoção e controle da fauna invasora. No entanto, os resultados de tais esforços são muitas vezes mal sucedidos devido à falta de dependência dos animais para dispersão, pois a germinação ocorre sob uma ampla variedade de condições. Outra técnica de manejo é a introdução de insetos que atuam como parasitas nas plantas invasoras. Essa abordagem de controle biológico é usada porque certos insetos causam danos à araçá-rosa de maneira que impede a reprodução da árvore ou a mata completamente. A maioria dos insetos propostos infecta a árvore com galhas de brotos ou folhas, impedindo efetivamente o crescimento de frutos ou a fotossíntese. Por exemplo, Diasineura gigantea causou galhas de brotos que inibiram o crescimento de brotos. Tectococcus ovatus é um potencial agente de controle biológico usado na Flórida e no Havaí. No entanto, alguns insetos não podem ser usados devido ao potencial de certas espécies atacarem mais do que a araçá-rosa, como Symphyta.

## Usos
A fruta inteira pode ser consumida, pois tanto a casca fina quanto o interior suculento são macios e saborosos. Também pode ser usado para fazer geleia. A pele é frequentemente removida para um sabor mais doce. As sementes são pequenas e de cor branca. Suas folhas podem ser preparadas para o chá. A madeira da árvore é dura, compacta, durável e resistente, e é usada para trabalhos de tornos, cabos de ferramentas, carvão e lenha. A planta é indispensável para o plantio misto no reflorestamento de áreas recuperadas e protegidas no Brasil.
Colares são feitos artesanalmente na Tanzânia amarrando contas feitas com frutas individuais.